# 于爾根·特門
于爾根·特門（英語：Jurgen Themen，1985年10月26日—），苏里南男子短跑运动员，专长于100米。于爾根先后参加过2007年世界田径锦标赛和2008年奥运会，但均未进入第二轮。

## 外部連結
- 于爾根·特門在国际奥林匹克委员会的资料
- 于爾根·特門在的頁面